# 2012年ロンドンオリンピックのジャマイカ選手団
2012年ロンドンオリンピックのジャマイカ選手団（2012ねんロンドンオリンピックのジャマイカせんしゅだん）は、2012年7月27日から8月12日にかけてイギリスのロンドンで開催された2012年ロンドンオリンピックのジャマイカ選手団、およびその競技結果。

## 概要
今大会は金メダル4個、銀メダル5個、銅メダル4個の合計13個のメダルを獲得した。ジャマイカ勢として過去最多のメダル総数13個を記録した。 
陸上競技ではウサイン・ボルトが男子100mと200mで2連覇を達成した。

## メダル
| メダル | 選手名 | 競技     | 種目             |
| ------ | --- | -------- | ---------------- |
| 金     | ウサイン・ボルト                                                                                                | 陸上競技 | 男子100m         |
| 金     | ウサイン・ボルト                                                                                                | 陸上競技 | 男子200m         |
| 金     | ネスタ・カーター マイケル・フレイター ヨハン・ブレーク ウサイン・ボルト                                         | 陸上競技 | 男子4×100mリレー |
| 金     | シェリー＝アン・フレーザー＝プライス                                                                            | 陸上競技 | 女子100m         |
| 銀     | ヨハン・ブレーク                                                                                                | 陸上競技 | 男子100m         |
| 銀     | ヨハン・ブレーク                                                                                                | 陸上競技 | 男子200m         |
| 銀     | シェリー＝アン・フレーザー＝プライス                                                                            | 陸上競技 | 女子200m         |
| 銀     | シェリー＝アン・フレーザー＝プライス シェローン・シンプソン ベロニカ・キャンベル＝ブラウン ケロン・スチュワート | 陸上競技 | 女子4×100mリレー |
| 銀     | クリスティン・デイ ローズマリー・ホワイト シェリカ・ウィリアムズ ノブレーン・ウィリアムズ＝ミルズ               | 陸上競技 | 女子4×400mリレー |
| 銅     | ウォーレン・ウィアー                                                                                            | 陸上競技 | 男子200m         |
| 銅     | ハンズル・パーチメント                                                                                          | 陸上競技 | 男子110mハードル |
| 銅     | ベロニカ・キャンベル＝ブラウン                                                                                  | 陸上競技 | 女子100m         |
| 銅     | カリース・スペンサー                                                                                            | 陸上競技 | 女子400mハードル |